# Отворено првенство Катара за жене
Отворено првенство Катара је тениски турнир за жене који се одржава у Дохи, у Катару. Од 2001. до 2004. је био турнир III категорије. 2004. је новчана награда повећана на 600.000 долара, па је турнир добио II категорију. Наградни фонд се даље повећавао, и 2008. је износио 2.500.000 долара, па је турнир унапријеђен у I категорију. 2009. и 2010. турнир није одржаван, јер је тада у Дохи одржавано ВТА првенство. Турнир је од 2011. дио премијер серије турнира, а од 2012. је Премијер 5 турнир са новчаном наградом 2.168.400 долара.

## Поени и новчана награда[1]
| Пласман       | Поени | Новчана награда |
| ------------- | ----- | --------------- |
| Побједа       | 900   | 385.000 $       |
| Финале        | 620   | 192.000 $       |
| Полуфинале    | 395   | 96.100 $        |
| Четвртфинале  | 225   | 44.250 $        |
| Осмина финала | 125   | 22.00 $         |
| Друго коло    | 70    | 11.300 $        |
| Прво коло     | 1     | 5.800 $         |

| Пласман       | Поени | Новчана награда |
| ------------- | ----- | --------------- |
| Побједа       | 900   | 110.000 $       |
| Финале        | 620   | 55.000 $        |
| Полуфинале    | 395   | 27.525 $        |
| Четвртфинале  | 225   | 13.850$         |
| Осмина финала | 125   | 7.000 $         |
| Прво коло     | 1     | 3.500 $         |

## Протекла финала

### Појединачно
| Година                  | Побједница         | Финалисткиња       | Резултат           |
| ----------------------- | ------------------ | ------------------ | ------------------ |
| ↓ Турнир категорије ↓   |                    |                    |                    |
| 2001.                   | Мартина Хингис     | Сандрин Тести      | 6–3, 6–2           |
| 2002.                   | Моника Селеш       | Тамарин Танасугарн | 7–6(6), 6–3        |
| 2003.                   | Анастасија Мискина | Јелена Лиховцева   | 6–3, 6–1           |
| ↓ Турнир категорије ↓   |                    |                    |                    |
| 2004.                   | Анастасија Мискина | Светлана Кузњецова | 4–6, 6–4, 6–4      |
| 2005.                   | Марија Шарапова    | Алиша Молик        | 4–6, 6–1, 6–4      |
| 2006.                   | Нађа Петрова       | Амели Моресмо      | 6–3, 7–5           |
| 2007.                   | Жистин Енен        | Светлана Кузњецова | 6–4, 6–2           |
| ↓ Турнир категорије ↓   |                    |                    |                    |
| 2008.                   | Марија Шарапова    | Вера Звонарјова    | 6–1, 2–6, 6–0      |
| 2009.                   | Турнир није одржан | Турнир није одржан | Турнир није одржан |
| 2010.                   | Турнир није одржан | Турнир није одржан | Турнир није одржан |
| ↓ Премијер 700 турнир ↓ |                    |                    |                    |
| 2011.                   | Вера Звонарјова    | Каролина Возњацки  | 6–4, 6–4           |
| ↓ Премијер 5 турнир ↓   |                    |                    |                    |
| 2012.                   | Викторија Азаренка | Саманта Стоузер    | 6–1, 6–2           |
| 2013.                   | Викторија Азаренка | Серена Вилијамс    | 7–6(6), 2–6, 6–3   |
| 2014.                   | Симона Халеп       | Анџелик Кербер     | 6–2, 6–3           |
| 2014.                   | Луција Шафаржова   | Викторија Азаренка | 6:4, 6:3           |

### Парови
| Година                  | Побједнице                            | Финалисткиње                       | Резултат            |
| ----------------------- | ------------------------------------- | ---------------------------------- | ------------------- |
| ↓ Турнир категорије ↓   |                                       |                                    |                     |
| 2001.                   | Сандрин Тести Роберта Винчи           | Кристи Богерт Мирјам Ореманс       | 7–5, 7–6            |
| 2002.                   | Јанете Хусарова Аранча Санчез Викарио | Александра Физе Каролин Вис        | 6–3, 6–3            |
| 2003.                   | Џенет Ли Вине Пракусја                | Марија Венто-Кабчи Анђелика Виђаја | 6–1, 6–3            |
| ↓ Турнир категорије ↓   |                                       |                                    |                     |
| 2004.                   | Светлана Кузњецова Јелена Лиховцева   | Јанете Хусарова Кончита Мартинез   | 7–6, 6–2            |
| 2005.                   | Франческа Скјавоне Алиша Молик        | Кара Блек Лизел Хубер              | 6–3, 6–4            |
| 2006.                   | Данијела Хантухова Ај Сугијама        | Ли Тинг Суен Тјентјен              | 6–4, 6–4            |
| 2007.                   | Мартина Хингис Марија Кириленко       | Агнеш Савај Владимира Ухлиржова    | 6–1, 6–1            |
| ↓ Турнир категорије ↓   |                                       |                                    |                     |
| 2008.                   | Квјета Пешке Рене Стабс               | Кара Блек Лизел Хубер              | 6–1, 5–7, 10–7      |
| 2009.                   | Турнир није одржан                    | Турнир није одржан                 | Турнир није одржан  |
| 2010.                   | Турнир није одржан                    | Турнир није одржан                 | Турнир није одржан  |
| ↓ Премијер 700 турнир ↓ |                                       |                                    |                     |
| 2011.                   | Квјета Пешке Катарина Среботник       | Лизел Хубер Нађа Петрова           | 7–5, 6–7(2), [10–8] |
| ↓ Премијер 5 турнир ↓   |                                       |                                    |                     |
| 2012.                   | Лизел Хубер Лиса Рејмонд              | Абигејл Спирс Ракел Копс-Џоунс     | -                   |
| 2013.                   | Сара Ерани Роберта Винчи              | Нађа Петрова Катарина Среботник    | 2:6, 6:3, [10:6]    |
| 2014.                   | Сје Сувеј Пенг Шуај                   | Квјета Пешке Катарина Среботник    | 6:4, 6:0            |
| 2015.                   | Абигејл Спирс Ракел Копс-Џоунс        | Сје Сувеј Сања Мирза               | 6:4, 6:4            |